# Super Scribblenauts
Super Scribblenauts is een videospel voor de Nintendo DS, ontwikkeld door 5th Cell en uitgebracht door Warner Bros. Interactive Entertainment. Het spel is uitgebracht op 12 oktober 2010 en is een vervolg op Scribblenauts.

## Gameplay
Net als in het vorige spel speelt de speler als het personage Maxwell, die door voorwerpen op te roepen puzzels op moet lossen.
Een aanpassing in het oproepen van voorwerpen is dat in dit spel ook bijvoeglijke naamwoorden worden herkend, waardoor men opgeroepen voorwerpen nieuwe kleuren, eigenschappen en afmetingen kan geven die ze normaal niet hebben. Voorbeeld; in het vorige spel resulteerden de commando’s "steen" en "rode steen" beide in hetzelfde voorwerp; een steen. In Super Scribblenauts levert het commando "rode steen" echter daadwerkelijk een roodgekleurde versie van de steen op.
Op een voorwerp kunnen meerdere bijvoeglijke naamwoorden tegelijk worden losgelaten, zoals bijvoorbeeld "grote rode vliegende brandende steen". Deze mogelijkheid om voorwerpen andere eigenschappen te geven is in sommige puzzels zelfs een vereiste om tot de juiste oplossing te komen. Eigenschappen die via bijvoeglijke naamwoorden aan een voorwerp worden gegeven, kunnen ook worden doorgegeven aan andere voorwerpen. Bijvoorbeeld; als de speler een brandend pistool oproept, dan staan de kogels die dit pistool afvuurt ook in brand en zullen alles wat ze raken doen ontbranden.
Doel van het spel is nog altijd het verzamelen van "Starites". De meeste levels zijn puzzellevels, maar de speler kan ook actielevels vrijspelen.

## Ontvangst
Super Scribblenauts werd met goede kritieken ontvangen door recensenten. Op Metacritic scoort het spel 81/100 punten. Op GameRankings gaf 82,33% van de recensenten het spel een goede beoordeling. GameSpot was minder te spreken over het spel met een beoordeling van 6.5/10.